# Ельминка
Ельминка — река (ручей) в России, протекает в Гдовском районе Псковской области. Начинается из болота Большой Мох. На ручье находятся деревни Крюково, Залесье, Заборовье. Устье ручья находится в 39 км по правому берегу реки Плюссы. Длина ручья составляет 15 км.

## Данные водного реестра
По данным государственного водного реестра России относится к Балтийскому бассейновому округу, водохозяйственный участок реки — Нарва. Относится к речному бассейну реки Нарва (российская часть бассейна).
Код объекта в государственном водном реестре — 01030000412202000027257.